# Été 67
Été 67 est un groupe belge de rock originaire d'Esneux et de Tilff, dans la province de Liège.

## Historique
Le groupe se forme fin 1998, il est composé de Nicolas Berwart, Raphaël Breuer, Xavier Dellicour, Bryan Hayart, Renaud Magis, Nicolas Michaux, dans la région de Liège en Belgique et reste longtemps une formation d'étudiants qui jouent dans les bars, les communions et les mariages. Petit à petit, le groupe gagne en popularité par ses prestations scéniques, et ils sont de plus en plus présents à partir de 2004. Leur premier disque sort en avril 2005, il comporte 4 titres et contient le single radio Le quartier de la gare, largement diffusé sur les radios belges, mais aussi en France, Suisse, Sénégal et au Québec. En mars 2006, le groupe signe chez Team for action, en licence belge sur le label 30 février, et un premier album sort en Belgique le 10 mars 2006 : il connaît un succès immédiat, suivi d'une tournée durant laquelle le groupe se produit notamment en première partie de Louise Attaque à Forest National.   
Le disque sort en France le 27 août 2007, sortie accompagnée d'une autre tournée de 60 dates dans toutes les régions de l'hexagone. Ensuite, le groupe se retire dans son local de répétition pendant deux ans et travaille à de nouvelles chansons, continuant néanmoins les représentations : c'est lors d'une tournée en République tchèque, où le groupe joue pour la première fois ses nouvelles compositions. Six démos sont enregistrées et mises à disposition par le groupe sur Myspace au cours de l'été 2009. 
Le deuxième album est enregistré à Bruxelles :  durant l'hiver 2009-2010. 20 chansons au total sont enregistrées, dont le groupe sélectionne les 14 titres de l'album Passer la frontière'. Les représentations du groupe continuent, et lors d'un concert donné à Paris, les musiciens proposent même de se faire inviter pour des concerts acoustiques privés chez les gens. C'est ainsi qu'Été 67 part à la rencontre des gens et se produit dans des appartements. Passer la frontière sort en Belgique et sur internet le 29 mars 2010, précédé en radio par le single Dans ma prison. Durant cette année 2010, le groupe reçoit les octaves "Chanson française" et "spectacle/concert de la saison" décernées par les Octaves de la musique.
Le groupe propose régulièrement des extraits audio de ses concerts sur sa page Facebook ; Été 67 donne de nombreux concerts, qui sont souvent l'occasion de reprises anglophones. Fin 2013, Nicolas Michaux se lance dans une carrière seul, assurant les premières parties de concert Bertrand Belin, notamment. Après des mois de rumeurs, le groupe se sépare officiellement.

## Formation
- Nicolas Michaux (chant, guitare, claviers)[5]
- Nicolas Berwart (basse)
- Raphaël Breuer (guitare, chant)
- Xavier Dellicour (saxophone, clarinette, flûte traversière, claviers, harmonica)
- Bryan Hayart (batterie)
- Renaud Magis (guitare, chœurs)